# Pjotr Tokmakov
Pjotr Michajlovič Tokmakov (rusky Пëтр Михайлович Токмаков; ? – 1921) byl důstojník Ruské armády, vůdce Tambovského povstání z let 1918–1921.

## Životopis
Narodil se ve vesnici Inokovka. V roce 1904 narukoval do armády, kde bojoval v rusko-japonské válce. Poté zůstal v Petrohradě, kde získal medaili za statečnost.
Během první světové války bojoval Tokmakov na Haličské frontě. Byl vyznamenán Řádem sv. Anny 4. stupně a do konce války se stal poručíkem.
Po uzavření brestlitevského míru se Tokamakov vrátil do rodné Tambovské gubernie. Roku 1918 zde zorganizoval partyzánský oddíl a vstoupil do Zelené armády.
Stal se velitelem několika jednotek najednou. Tambovské povstání vedl do roku 1921, kdy byl zabit v akci.
Jeho hrob není doposud znám.